# 午前と午後

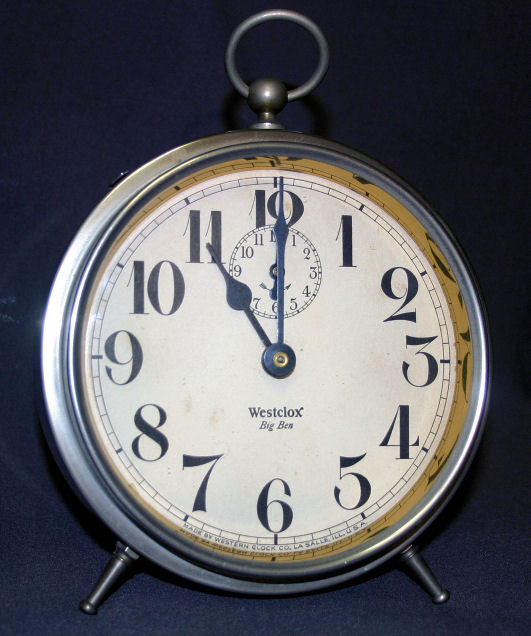
12時間制の針式のアナログ時計では、よく12と1〜11で表される。

24時制
24時制（口語では12時制）
どちらも一般的に使用されている
12時制

午前（ごぜん）と午後（ごご）は、正子（真夜中）と正午（真昼）を境界にした時刻の区分である。時刻を12時間制で表現する場合は「午前」または「午後」を付加する。

## 概要
12時間制は1日の時刻を真夜中の正子と真昼の正午を基準にして2等分し、正子から正午までを「午前」、正午から正子までを「午後」とする。正子の「子」は十二時辰の1番目に当たる子の刻（ねのこく）で、午前と午後および正午の「午」は十二時辰の7番目に当たる午の刻（うまのこく）のうちで午の正刻である。十二時辰で「午の刻」は24時間制の11時から13時までの2時間を指す。
午前と午後は単に1日の前半と後半を示すだけでなく、12時間制で0時から12時までの時刻と組み合せて時刻を表す。「○○中」は始点と終点の間を示すことから、午前は太陽の正中により終点が明確で午前中（ごぜんちゅう）とも称するが、午後はその終点が不明確なため、「午後中」とは言わない。

## 西欧語での表現
英語では午前を「ante meridian」 、午後を「post meridian」といい（ラテン語の原形はそれぞれ ante meridiem / post meridiem であり、meridiem は昼の真中を意味するので、昼の中央の前、または後という意味になる。即ち日本語の「正午」の前か後かで区分される）、a.m. / p.m.と略す。A.M. / P.M.、am / pm、AM / PM、am / pmなどとも書く。英語の語法では、これらは「1:00 p.m.」や「1 p.m.」のように数字の後に付けるのが正しく、「p.m. 1:00」、「p.m. 1」などは誤りである。日本語における用法でみられる、時刻と組み合わせずに単に「a.m.」/「p.m.」として午前/午後を指す表現方法は英語にはなく、午前中は「in the morning」、午後は「（in the） afternoon. 」で表される。数字との間はスペースを空けることも空けないこともある。
日本では「PM1時」というのはもちろん、「午後 1:00」や「午後 1:00:00」といった書き方もあまり日常的には使われず、この場合、「午後1時」と書かれたりする一方、コロンを用いて表す場合は、日本語を敢えて使わず英語表記で「PM 1:00」や「PM 1:00:00」と書かれることが普通である。
また、特に日の出ごろから12時までを午前（午前中）、12時から日没ごろまでを午後ということもある。英語ではこの意味での午後を、（after noon ではなく1語で）afternoon と呼んで区別する。
明治〜昭和期の天文学者、早乙女清房は、ante meridiem / post meridiem というラテン語とそれに基づくヨーロッパ語それ自体に問題があると指摘した。正午の後、何時間という意味で、午後1時半というのはいいとしても、午前10時半は、正午の前1時間半だから理論的に午前1時半と言うべきであるという。もっとも、早乙女はこれを推奨しているのではなく、午前・午後はこのような非論理性があるから、それを止めて24時間制を採るべきだと論じているのである。この指摘はヨーロッパの多くの言語に当てはまるが、ポーランドの「時に関する法律」（1922）では、「正子後」という意味でpo północyという言葉を用いているため、この問題がない。

## 午前・午後の法令上の根拠
日本において、正午を過ぎてからの時間帯を「午後」と称する用例は8世紀からみられるが、定時法の下における午前・午後の概念の採用を明示した法令としては、「明治5年11月9日太政官布告第337号（改暦ノ布告）」がある。これが定時法の初導入だったとは限らないが、「午前」「午後」という語を明示している。この太政官布告は現在も法令として有効である。
この告示の箇条書きは5箇条からなるが、その第3条は次のようになっている。
| 時刻ノ儀是迄晝夜長短ニ隨ヒ十二時ニ相分チ候處今後改テ時辰儀時刻晝夜平分二十四時ニ定メ子刻ヨリ午刻迄ヲ十二時ニ分チ午前幾時ト稱シ午刻ヨリ子刻迄ヲ十二時ニ分チ午後幾時ト稱候事 |

口語訳：「時刻はこれまで昼夜長短に従ってそれぞれを12等分してきたが、今後はこれを改めて、時計の時刻を昼夜24等分し、子の刻から午の刻までを12時に分けて午前幾時と称し、午の刻から子の刻までを12時に分けて午後幾時と称する」。
この詔書には次のような「時刻表」が付されている。
| 午前 | \| 零時 \| 即午後 十二字 \| 子刻＿ \| | 一0時子半刻 | 二0時丑刻＿  | 三0時丑半刻  |
| 午前 | 四0時寅刻＿                           | 五0時寅半刻 | 六0時卯刻＿  | 七0時卯半刻  |
| 午前 | 八0時辰刻＿                           | 九0時辰半刻 | 十0時巳刻＿  | 十一時巳半刻 |
| 午前 | 十二時午刻＿                          |             |              |              |
| 午後 | 一0時午半刻                           | 二0時未刻＿ | 三0時未半刻  | 四0時申刻＿  |
| 午後 | 五0時申半刻                           | 六0時酉刻＿ | 七0時酉半刻  | 八0時戌刻＿  |
| 午後 | 九0時戌半刻                           | 十0時亥刻＿ | 十一時亥半刻 | 十二時子刻＿ |
| 零時 | 即午後 十二字                         | 子刻＿      |              |              |

子刻（正子）については、午前の欄の最初に「（午前）零時即午後十二字（子刻）」、つまり「午前0時=午後12時」と明記されている。そして、午後の欄の最後にも「午後12時」とあり、午前・午後の両方の欄に「子刻」が示されている。つまり正子（真夜中）については、日本における現行法令の上で「午前0時」、「午後12時」という2つの言い方が認められている。
しかし、午刻（正午）については、午前の欄にのみ「午前12時」とのみ記載されており、午後の欄には午刻を表す時刻の記載がない。つまり「午後0時」という言い方は、日本における現行法令に基づく限り、「定義上は存在しない」ということになる。
しかし、現行法規では、「午前十二時」の表現を用いる立法例は確認されておらず、逆に本来は定義されていない「午後零時」の表現を用いる法令は存在している。

## 時刻表現

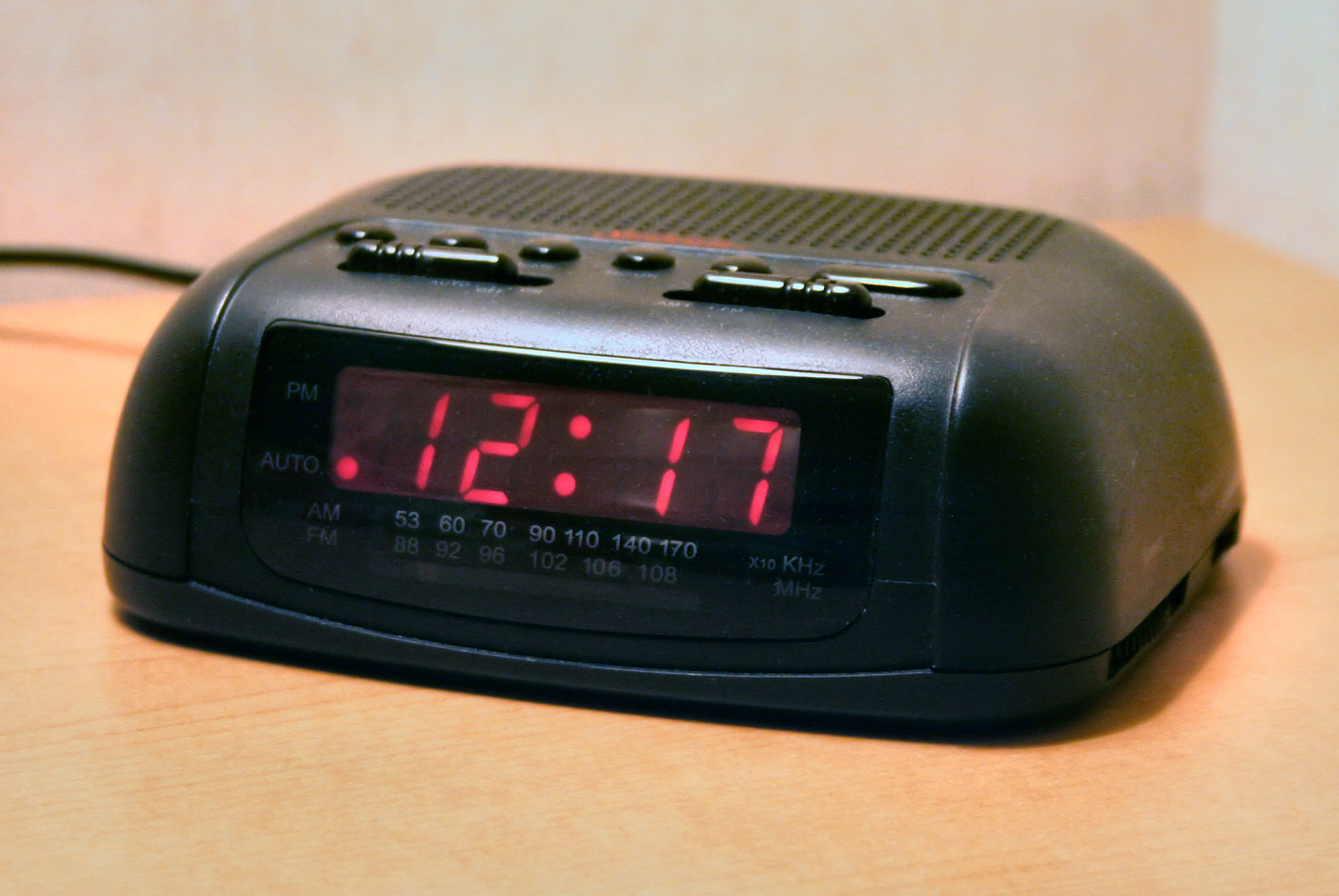
「正子の17分後」の時刻を示す時計。表示は「12:17 AM」（PMなら左上のランプが点る）だが、日本式の表現では「午前0時17分」である。

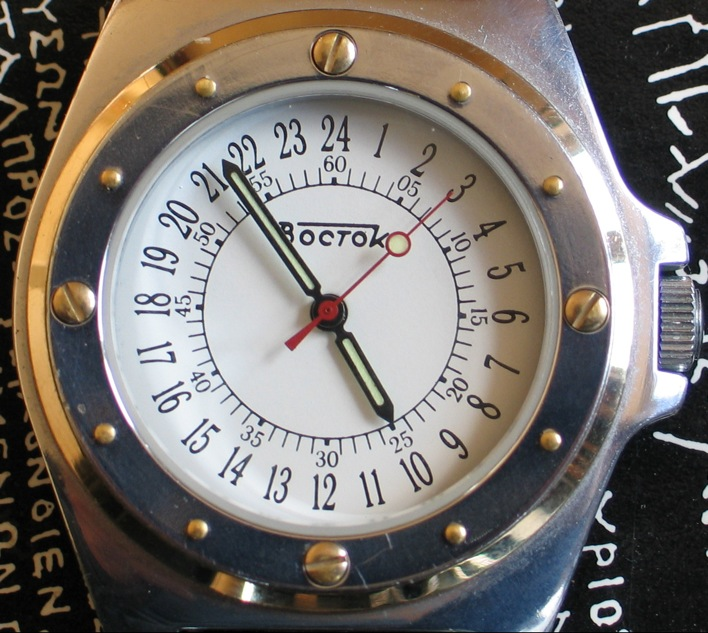
24時間制のアナログ時計。（午前）9時53分を示す。一般的なアナログ時計と異なり1日を午前と午後に分けず、短針（時針）は1日で一周する。

正子（24時間制の0時00分、真夜中）と正午（24時間制の12時00分、真昼）は、午前と午後の境界をなしているため、その付近の12時間制での時刻表現については様々な混乱がある。特に、正午すなわち昼の12時または0時を表現する「午前12時」「午後12時」「午後0時」等の表現が混在し、また、正午からの1時間をどのように表現するか、表現方法や指し示す時刻の混乱が想定される。 午前・午後を使わず24時間制にすれば、これらの混乱は完全に解決する。
例えば、正子の2時間後が午前2時、正午の2時間後が午後2時であることから、正子と正午も同様に、正子の12時間後である正午は午前12時、正午の12時間後である正子は午後12時であると考えると連続性がある。このような考え方を便宜上「日本式」とする。「日本式」では「午後12時=午前0時」であり「午前12時≠午前0時」「午後12時≠午後0時」である。
太政官布告第337号の表（前述）はこの方式をとっており、国立天文台の広報普及室や後述の情報通信研究機構（NICT）の周波数標準課も同様のアナウンスをしている。

### 12時過ぎの時刻表現
しかし、「日本式」の考えを正子または正午の1時間以内の時刻に推し進めると、問題が起こる。例えば、「午前12時20分」という表現を正午の20分後の意味で用いると、正午を過ぎても午前を用いていることになり、原義に照らすと明らかに誤りである。国立天文台広報普及室は「このような場合は午後0時20分と言うほうがいい」としており、情報通信研究機構周波数標準課も「午前・午後とも12時00分00秒に終わる」としている。しかし現実の言語慣習としては、「午前12時20分」又は「12時20分」という言い方は頻繁に使われている。アナログ時計の盤面には（0の文字ではなく）「12」の文字があるので、時計を見ながら「12時20分」というのが自然だからである。
このような問題が起きるのは、午前・午後と12時間制の時刻を一体として考えるからでもある。両者を分離して考えればわかりやすい。12時間制はアナログ時計にあるように12時間で時刻が循環し、したがって12時=0時である。一方、午前／午後は正午の前／後であるから、両者を組み合わせれば正午と正子以外は時刻表現が一義的に確定する。
事実、英米では前記のような解釈をし、昼の真中を意味する「meridiem」の頭文字「m」を用いて、正午の前（正子の後）なら必ず「a.m.」、正午の後（正子の前）なら必ず「p.m.」と表現するので「日本式」のような問題はない（「a」は「ante」、「p」は「post」の略、「西欧語での表現」参照）。つまり、12:20 a.m.は「正午よりも前」であるから正子の20分後、12:20 p.m.は「正午よりも後」であるから正午の20分後である。

### 正子と正午の時刻表現
しかし、以上の考え方でも正子と正午の時刻表現については依然として曖昧さが残る。
英語では、正午を12:00 p.m.と、正子を12:00 a.m.と表現するのが普通である。この場合、それぞれ「12:00 p.m.=0:00 p.m.」、「12:00 a.m.=0:00 a.m.」である。このような考え方を便宜上「英米式」とする。「英米式」の表現は12時台と12時台以外の間に連続性がない。12時間制を24時間制に換算する場合、「日本式」では「（表現が）午後なら12時間を加える」となるが、「英米式」なら「12時台は12時間を減らして0時台とする」という処理が「午後なら12時間を加える」の前に必要となる。
先述の情報通信研究機構の1989年時点のアナウンスによると、「お昼の12時は『午前12時』『午後12時』それとも『午後0時』どれが正しいのですか?」との質問が小学生から出され、この質問が校長から教育長経由で文部省まで届き、回答をし倦ねた文部省が時計メーカー業界団体の日本時計協会に文書で問い合わせを行ない、同協会が「この文書を日本時計学会と協力して、諸外国での表示例やアンケート調査を実施し」（原文ママ、外部リンク追加）、同協会が発表した見解を情報通信研究機構が紹介している。

日本時計協会の見解
『家庭用デジタル時計の表示は、国の内外を問わずすべて12時間方式を採用し、“11”時の次に来る数字は、例外なく“12”時を採用している。しかし、午前・午後の表示を伴うデジタル時計については、明かに“12”時は不適当であり“0”時を用いるのが妥当である。また、デジタル時計の究極の形としては24時間表示が至当であろう。しかし、この問題は従来からの慣習と深く関連するので早急に表示方式の規正統一をはかることは時期尚早である。』
午前12時? 午後0時? （情報通信研究機構 周波数標準課、平成元年2月15日）

これを踏まえた情報通信研究機構 周波数標準課の見解も公表している。

情報通信研究機構 周波数標準課の見解
3 基本的な考え方
以上見てきたように法律的には（編注：お昼の12時は）午前12時と表示するのが正しい。しかし、正午を1秒でも過ぎればそれは午後であり、午後零時XX分と表示するのが混乱を生じない表し方であろう。これを午後12時と表示するとこれは明かに夜の12時のことで資料3（編注:省略）のような誤解の原因となる。
このような誤解を避けるためには、標準電波のように24時間制を採用するのが望ましいが、古くからの慣習もあり、表示方式の統一をはかることは困難であろう。したがって、午前・午後の表示を伴う場合は小学校の教科書のように 午前、午後とも「00時00分00秒」に始まり、「12時00分00秒」に終る。
つまり、
午前12時00分00秒=午後00時00分00秒
午後12時00分00秒=午前00時00分00秒
との考え方で統一するのが良いのではなかろうか
午前12時? 午後0時? （情報通信研究機構 周波数標準課、平成元年2月15日）
このように、「12時間制のデジタル時計では12時は不適当であり0時を使うのが妥当である」との見解であるが、「12:00」と表示するデジタル時計も依然として多く見られる。協会の見解が紹介された日本時計協会もウェブサイト内で「12:00 pm」の表現を用いている。
正子と正午の時刻表現については、英米でも完全に統一されているわけではない。U.S. Government Printing Office Style Manual では、その2000年版では、日本と同じ方式を採用していたが、2008年版及び2016年版では「英米式」となっている。
アメリカ国立標準技術研究所（NIST）は、正子と正午についてはそもそも午前・午後を使わず、midnight / noon もしくは 12:00 Midnight / 12:00 Noon とすべきとしている。英語圏では他に 12:00 m.n. / 12:00 m.（m.n.はmidnight、m.はmeridianの略）、12:00m / 12:00n（mはmidnight、nはnoonの略）などの記法もある。

### 正午・正子付近の時刻の比較表
|      | 時刻          | 「日本式」                | 「英米式」 （Microsoft システム） | 日本 時計協会 | 情報通信 研究機構         | NIST               | 英語圏              | 24時間制 | 30時間制 |
| ---- | ------------- | ------------------------- | --------------------------------- | ------------- | ------------------------- | ------------------ | ------------------- | -------- | -------- |
| 日中 | 正午の 20分前 | 午前11時40分              | 11:40 a.m.                        | 11:40 a.m.    | 午前11時40分              |                    |                     | 011:40   | 011:40   |
| 日中 | 正午          | 午前12時00分              | 12:00 p.m.                        | 00:00 p.m.    | 午前12時00分 午後00時00分 | （12:00） Noon     | 12:00 m. / 12:00n   | 012:00   | 012:00   |
| 日中 | 正午の 20分後 | 午後00時20分              | 12:20 p.m.                        | 00:20 p.m.    | 午後00時20分              |                    |                     | 012:20   | 012:20   |
|      |               |                           |                                   |               |                           |                    |                     |          |          |
| 夜間 | 正子の 20分前 | 午後11時40分              | 11:40 p.m.                        | 11:40 p.m.    | 午後11時40分              |                    |                     | 023:40   | 023:40   |
| 夜間 | 正子          | 午後12時00分 午前00時00分 | 12:00 a.m.                        | 00:00 a.m.    | 午後12時00分 午前00時00分 | （12:00） Midnight | 12:00 m.n. / 12:00m | 000:00   | 024:00   |
| 夜間 | 正子の 20分後 | 午前00時20分              | 12:20 a.m.                        | 00:20 a.m.    | 午前00時20分              |                    |                     | 000:20   | 024:20   |

24時間表記での12:00ちょうどが正午であり、正午より前の00:00から12:00までが午前である。同様に、正午より後の12:00から24:00までが午後である。
「日本式」の根拠である太政官達によれば、12時間表記の場合「時」の数え方は午前が0時から12時まで、午後は1時から11時までとなる（午後12時は翌日の午前0時）。しかし、正午を越えれば午後となるので、例えば、24時間表記での12:20は12時間表記の場合に午後12時20分となり、混乱が生じている。
デジタル時計の発達により日本国内では午後0時20分という表記も見られるが、航空券の予約システムやマイクロソフトエクセルなどの表計算ソフトなどで12時間表記を使う場合は12:20pmと表示される。正午も午前12時が敢えて12:00pmと表示される。これは、1日を二分した場合、時（時間）を単位として0時から12時までが午前で、12時から13時までが正午で、13時から24時までが午後という考え方である。

### 音による時刻表現
「ミニッツリピーター」等のリピーター機構、「鳩時計」「報時時計」等の鐘撞機構により、1時間ごとの正時で「時」の数だけ「音」で知らせる時計では、「音による時刻表現」として「12時間制」が用いられている。1時（または13時/午後1時）には「音」を1回鳴らし、10時（または22時/午後10時）には10回の音で時刻を知らせる。この場合、短針が12を指す0時には「0回の音（無音）」での表現ではなく、12時として音を12回鳴らして知らせる。リピーター機構の時計では正時以外の任意の時刻を音で知ることができるが、「0時（12時）から1時（13時）の直前まで」の0時台（12時台）の「時」を知らせる場合には「12回の音」が鳴る。このように、音による時刻表現において「時」を知らせる場合は、音の鳴る回数が「0回-11回」の12時間制ではなく「1回-12回」の12時間制が用いられており、0時台（12時台）の時は「12時」として扱われている。

### 深夜帯の時刻表現
時刻表現の方法として「12時間制」「24時間制」について先述しているが、深夜から早朝（未明）の時間帯を特に表現する場合に「30時間制」等が用いられる場合がある。「30時間制」は「24時間制」から派生した表現方法であり、「24時間制」における「…、23時、24時=（翌）0時、1時、2時、…、6時」を「30時間制」では「…、23時、24時、25時、26時、…、30時（=翌日6時）」として表す。「30時間制」は深夜帯を日中の時間帯の延長として表す時刻表現であり、「12時間制」および「24時間制」では正子を区切りに日付が1日進むのに対し、「30時間制」では正子を過ぎても「30時」までは日付を進めないのが特徴である。つまり「5日23時（午後11時）」の3時間後は「6日（午前）2時」であるが、「30時間制」では日付を進めずに「5日（深夜）26時」と表される。時刻の数値の前に「深夜（早朝、未明）」を付して深夜（早朝、未明）の時間帯を強調する場合もある。また、「30時間制」では「1日=24時間」との整合上、「0時、1時、…、5時」の表現は省略され「30時=翌日6時」が1日の始まりとなる。同様に「29時間制」の場合は「29時=翌日5時」が1日の始まりとなる。30時間制で表記されている実例として、深夜から早朝の時間帯の民放ラジオ放送の番組表などが挙げられる。

## 符号位置
| 記号 | Unicode | JIS X 0213 | 文字参照          | 名称      |
| ---- | ------- | ---------- | ----------------- | --------- |
| ㏂   | U+33C2  | -          | &#x33C2; &#13250; | SQUARE AM |
| ㏘   | U+33D8  | -          | &#x33D8; &#13272; | SQUARE PM |